# Kenrickodes rubidata
Kenrickodes rubidata là một loài bướm đêm trong họ Noctuidae.